# TVM (canal de televisão)
A TVM (TV Música) foi uma emissora de TV por assinatura brasileira. Criada pelo empresário André Dreyfuss em 1990 como parte de sua empresa SuperCanal, a primeira operadora de TV por assinatura no Brasil, foi umas das primeiras emissoras brasileiras de TV paga. Era instalada num estúdio da Avenida Paulista.
Inspirada na MTV, a programação era basicamente restrita a exibição de clipes musicais, adquiridos de diversas produtoras tais como EMI-Odeon, Ariola e BMG, além de notícias no formato de videotexto. 
Quando da estreia da MTV Brasil, em outubro do mesmo ano, a TVM abriu o sinal no canal 29 UHF, em São Paulo, como forma de promoção do Supercanal, que incluía também a programação da ESPN (Canal +), da RAI e da CNN. Posteriormente, foi assinado um acordo com a MTV, proibindo o uso da marca TVM em função da semelhança. 
Após a criação da TVA (atualmente Vivo TV), em 1991, que absorveu a SuperCanal, e em função da concorrência da MTV, que mantinha o sinal aberto, a TVM encerrou suas operações.